# 샤피이파

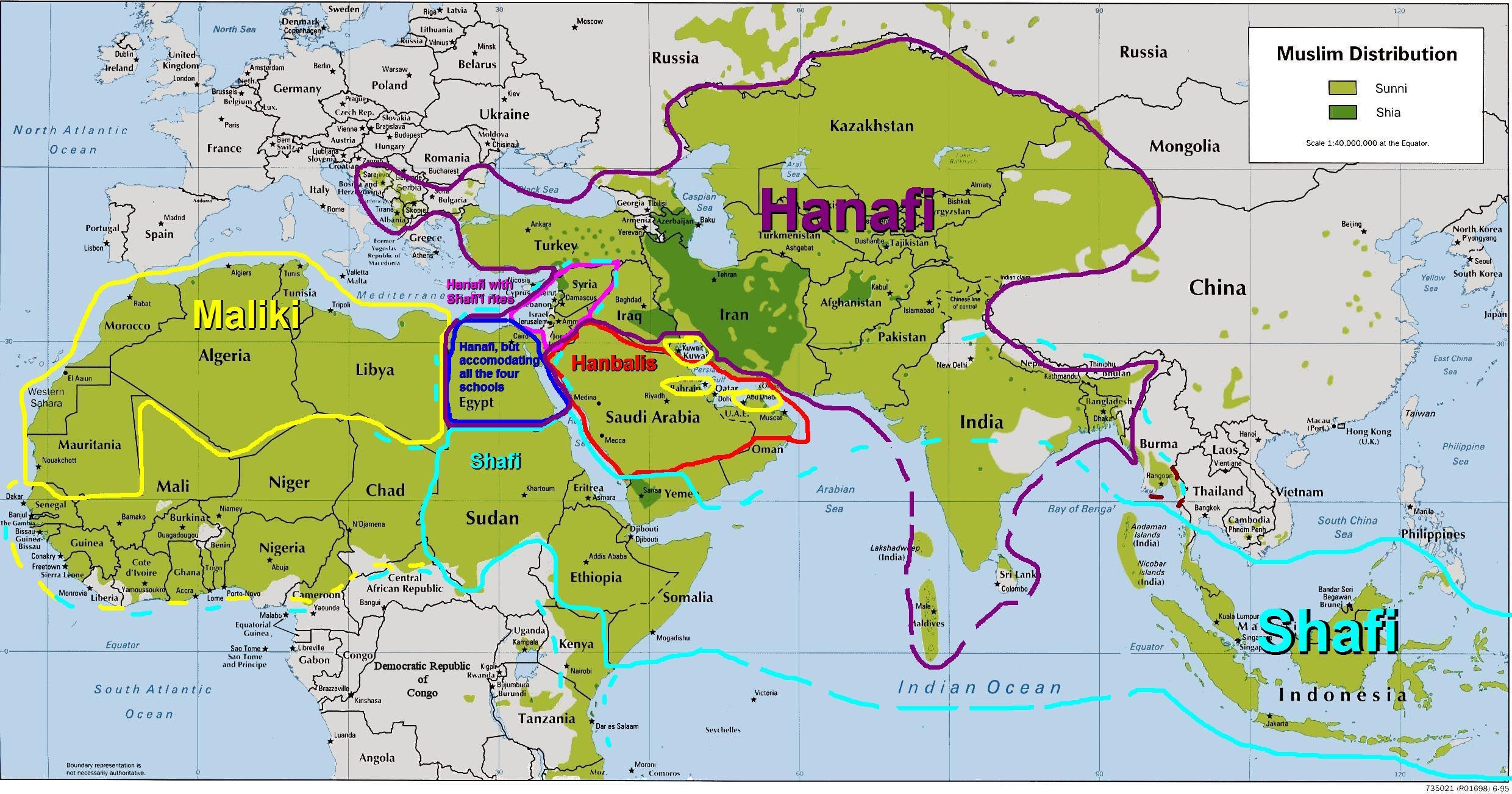

샤피이파(아랍어: شافعي Shāfi‘ī[*])는 이슬람 사회에서 종교법인 피크를 가르치는 네 학교 중 하나이다. 샤피이라는 이름은 창립자로 볼 수 있는 무함마드 이븐 이드리스 아쉬 샤피이의 이름을 딴 것으로 다른 율법 학교 시스템으로는 하나피, 말리키, 한발리 등이 있다.

## 원칙
샤피이 학교의 원칙은 율법에 있어 네 가지 원칙을 중심으로 가르친다는 것이다. 수직적으로는 꾸란과 예언자 무함마드, 합치에 해당하는 이즈마, 분석에 해당하는 키야스가 있다. 샤피이 학교는 무함마드와 함께했던 자들의 말씀에 대해서도 가르친다. 샤피이 교본을 기초로 하여 가르치며 이슬람 율법을 가르치는 네 학교 중에서도 상당히 보수적인 것으로 알려져 있다.

## 샤피이 학교의 주요성
샤피이는 공식적인 학교이자 전통적인 학자들과 주요 권력자들의 본산이었다. 쿠르드 일대에서는 가장 영향력 있는 학교이기도 했으며 이집트, 소말리아, 예멘, 사우디아라비아, 인도네시아, 타이, 싱가포르, 필리핀, 베트남, 캄보디아, 몰디브 등에서도 샤피이 체계가 존재한다. 에티오피아와 카자흐스탄, 팔레스타인, 레바논 일부, 시리아에서도 많은 학교가 존재하며 전 세계 무슬림의 28%가 샤피이 학교에 다니는 것으로 추정된다. 수치로 따지면 두 번째로 많은 것이다.

## 같이 보기
- 수니파
- 시아파